# Corcoracidae
Corcoracidae là một họ chim trong bộ Passeriformes.

## Phân loại học và hệ thống học
Hai loài chim làm tổ bằng bùn này thuộc họ được hỗ trợ mạnh trong Jønsson et al. (2016). Các họ hàng gần nhất của chúng là chim trong họ Paradisaeidae, với sự chia tách giữa chúng diễn ra khoảng 22 triệu năm trước.
Hai loài trong 2 chi thuộc họ này là Corcorax melanorhamphos (quạ núi cánh trắng) và Struthidea cinerea (chim tông đồ). Cả hai đều là đặc hữu Australia.
Tên gọi khoa học của quạ núi cánh trắng hiện nay là Corcorax melanorhamphos mà không phải C. melanoramphos, do ICZN dã giải quyết xong mâu thuẫn về tên gọi (Opinion 2380). Trong cùng quyết định này, ICZN cũng bảo toàn tên gọi họ là Corcoracidae theo quy tắc tiền lệ cho tên gọi phổ biến, chứ không phải Struthideidae dù danh pháp thứ hai này được Gregory Mathews đặt trước vào năm 1924.

## Phân bố và môi trường sống
Cả hai loài chim làm tổ bằng bùn này được tìm thấy trong môi trường sống lộ thiên ở miền đông Australia, chủ yếu là các đồng rừng bạch đàn thoáng đãng và một số rừng không có tán lá rậm rạp. Chim tông đồ chịu đựng môi trường khô hạn tốt hơn và được tìm thấy trong các đông rừng và đồng cây bụi khô hạn. Cả hai loài đều chịu đựng được các môi trường sống bị con người thay đổi và sẽ chiếm lĩnh các vùng đất trang trại cũng như các khu vực ven đô, và thậm chí cả các công viên hay các khu vườn trồng cây.

## Mô tả
Cả hai loài đều là chim dạng sẻ có kích thước trung bình, chim tông đồ nhỏ hơn với kích thước dài khoảng 31 xentimét (12 in) còn quạ núi cánh trắng to lớn hơn với chiều dài trung bình khoảng 47 xentimét (19 in). Hình thái học của chúng là điển hình cho chim dạng sẻ kiếm ăn trên mặt đất; bao gồm chân dài có lông bao phủ và cánh tròn ngắn. Khác biệt dễ nhận thấy nhất giữa hai loài là bộ lông (đen ở quạ núi cánh trắng và xám ở chim tông đồ) và mỏ. Mỏ của chim tông đồ ngắn và sâu, giống như mỏ của sẻ thông, trong khi đó mỏ của quạ núi cánh trắng thì dài và cong, tương tự như mỏ của quạ núi Cựu thế giới (Pyrrhocorax spp.). Các khác biệt ở mỏ phản ánh các khác biệt trong sinh thái học kiếm ăn, với chim tông đồ dùng mỏ giống như mỏ chim sẻ của chúng để mổ trong khi quạ núi cánh trắng dùng mỏ của nó để rỉa lá rụng xung quanh.

## Tập tính

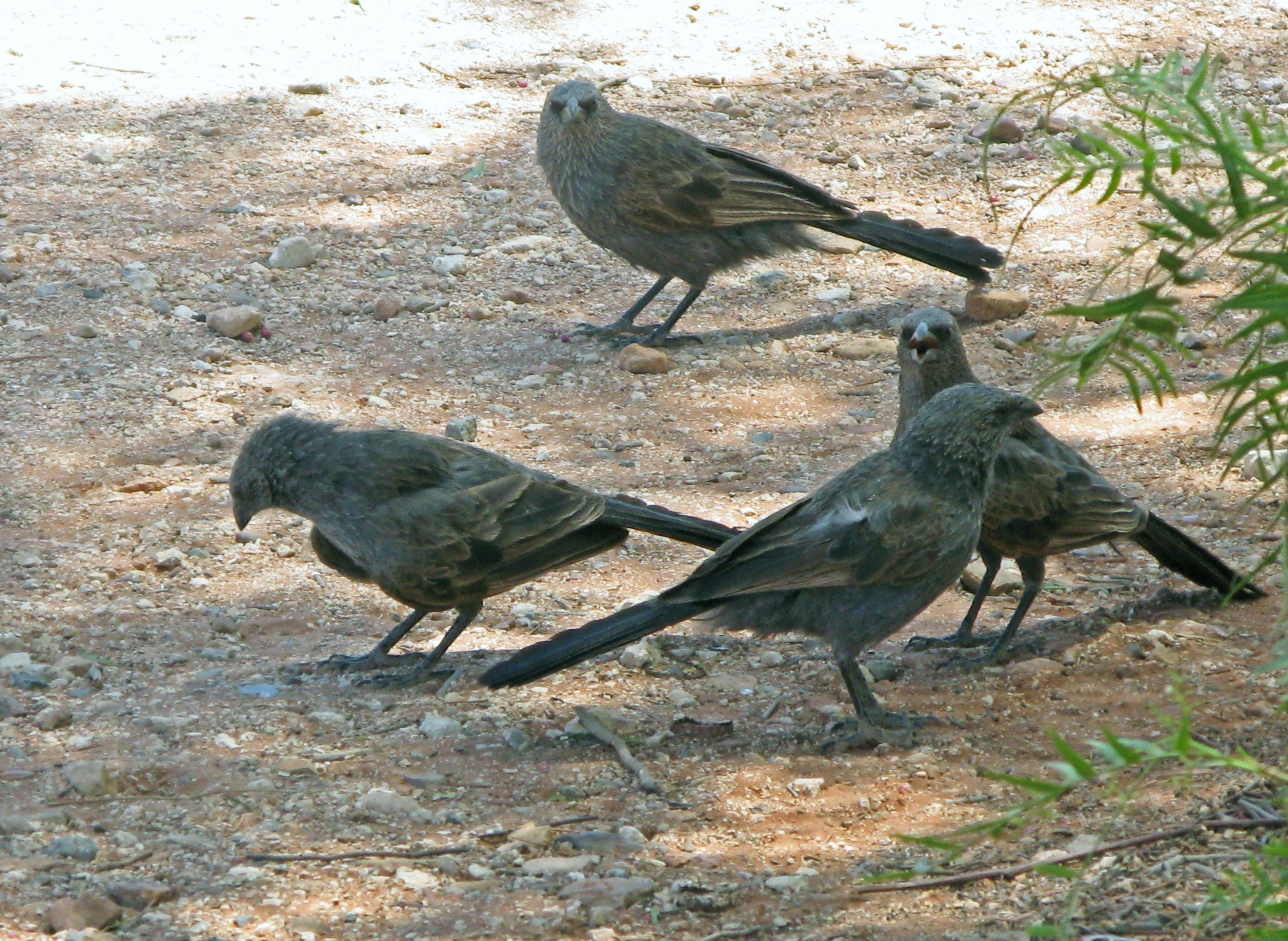
Chim tông đồ. Cả hai loài trong họ này đều có tính xã hội cao và sống thành các nhóm tới 20 con.

Trên thực địa, mối quan hệ giữa 2 loài dễ dàng nhận thấy: chúng đều là chim có tính xã hội cao, dành nhiều thời gian sục ạo trong ám lá rụng với dáng đi rất đặc biệt, kêu gọi lẫn nhau gần như liên tục, và cả hai đều phản ứng với sự quấy nhiễu của con người bằng cách bay chậm đến các cây gần đó, nơi chúng chờ cho sự quấy nhiễu qua đi, thường là đậu gần nhau thành hàng hai hay hàng ba và rỉa lông cho nhau. Tại những nơi có nhiều người thường xuyên qua lại như công viên hay nơi dã ngoại thì các loài him này có thể chạ hơi người và rất dễ thuần.
Các nhóm xã hội của các loài chim làm tổ bằng bùn này là dựa vào một chim trống và một chim mái đầu đàn. Số lượng chim trong nhóm dao động từ 2 đến 20 con, với 6 là điển hình ở quạ núi cánh trắng và 7-9 ở chim tông đồ. Cả hai đều là chim không di trú và bảo vệ lãnh thổ trong mùa sinh sản. Kích thước lãnh thổ trong mùa sinh sản khoảng 20 ha, sau mùa sinh sản khi chim con đủ lông đủ cánh thì nhóm có thể duy trì một lãnh thổ rộng lớn hơn. Khi một trong các chim đầu đàn chết thì nhóm tan rã, và con chim đầu đàn còn lại sẽ đưa những con chim chưa trưởng thành từ nhóm này đi và tìm kiếm một con chim cô độc khác để tạo thành nhóm mới. Phần lớn những con chim được tuyển mộ và nhóm sau khi thiết lập nhóm là chim non từ các mùa sinh sản trước. Những con chim trợ giúp này là quan trọng trong thành công sinh sản, tới mức mà người ta từng thông báo rằng quạ núi cánh trắng từng đánh cắp những con chim non gần ra ràng từ các nhóm khác nhằm gia tăng kích thước của nhóm đi đánh cắp này.
Như tên gọi phổ biến trong tiếng Anh của họ chim này (mudnester = chim làm tổ bằng bùn), tổ của chúng được làm từ bùn. Những cái tổ hình bát này thường phải mất vài ngày để hoàn thành, và có thể kéo dài hơn nếu các nguồn cung cấp bùn khô kiệt trước khi tổ hoàn thành. Chúng làm tổ theo kiểu cơ hội khi những cơn mưa tạo ra những vũng bùn lầy nhỏ, và các tổ này có thể dùng lại nếu có thể. Mỗi lứa đẻ khoảng 2-5 trứng hình ô van. Tất cả các thành viên của nhóm thay nhau ấp trứng trong khoảng 20 ngày, và nhiệm vụ kiếm ăn và nuôi chim non cũng được chia sẻ giữa các thành viên. Họ này có khoảng thời gian chăm sóc nuôi nấng chim non kéo dài, với sự độc lập hoàn toàn khỏi chim bố mẹ và chim trợ giúp lên tới 200 ngày.

## Hình ảnh

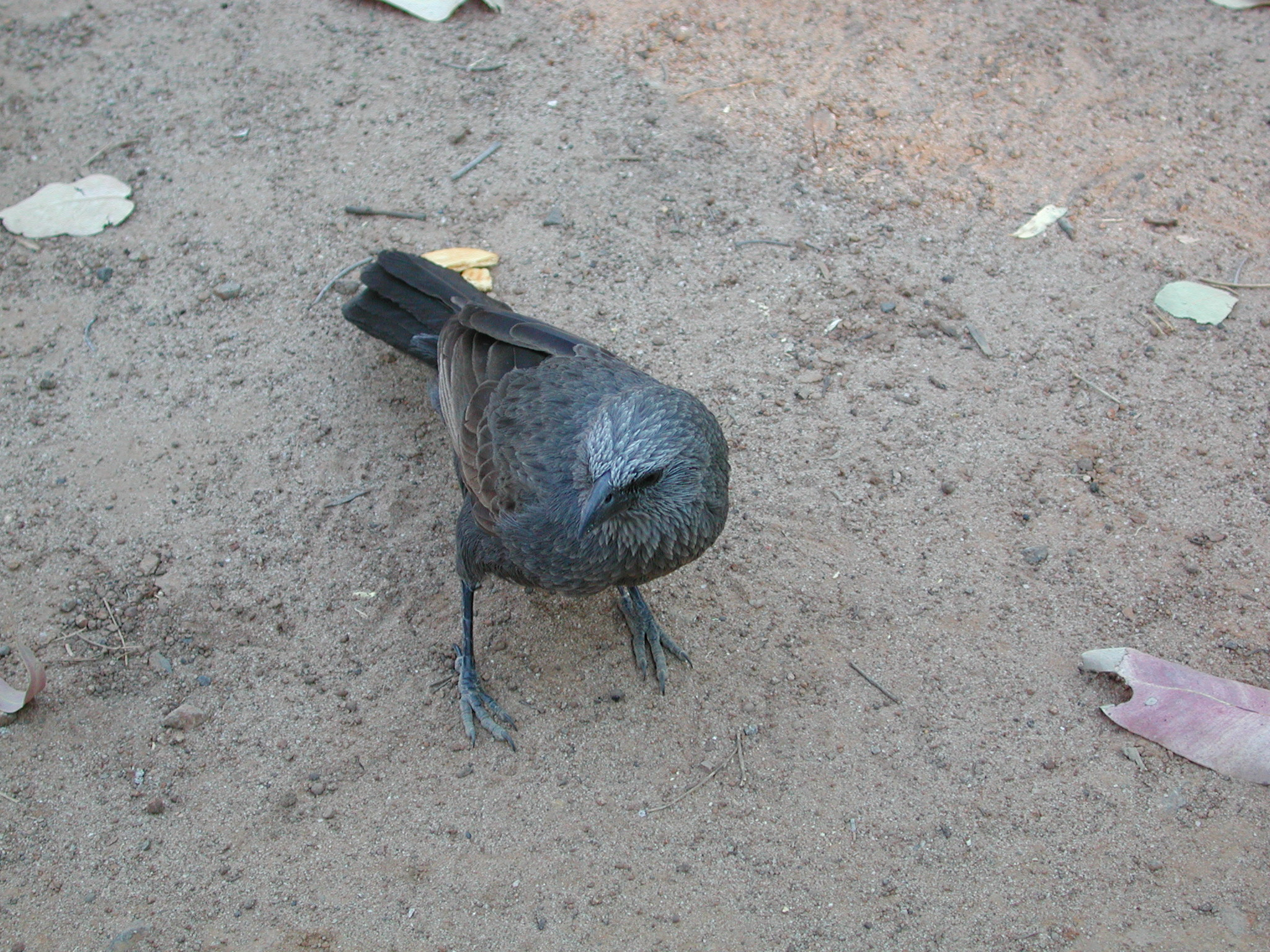
Chim tông đồ
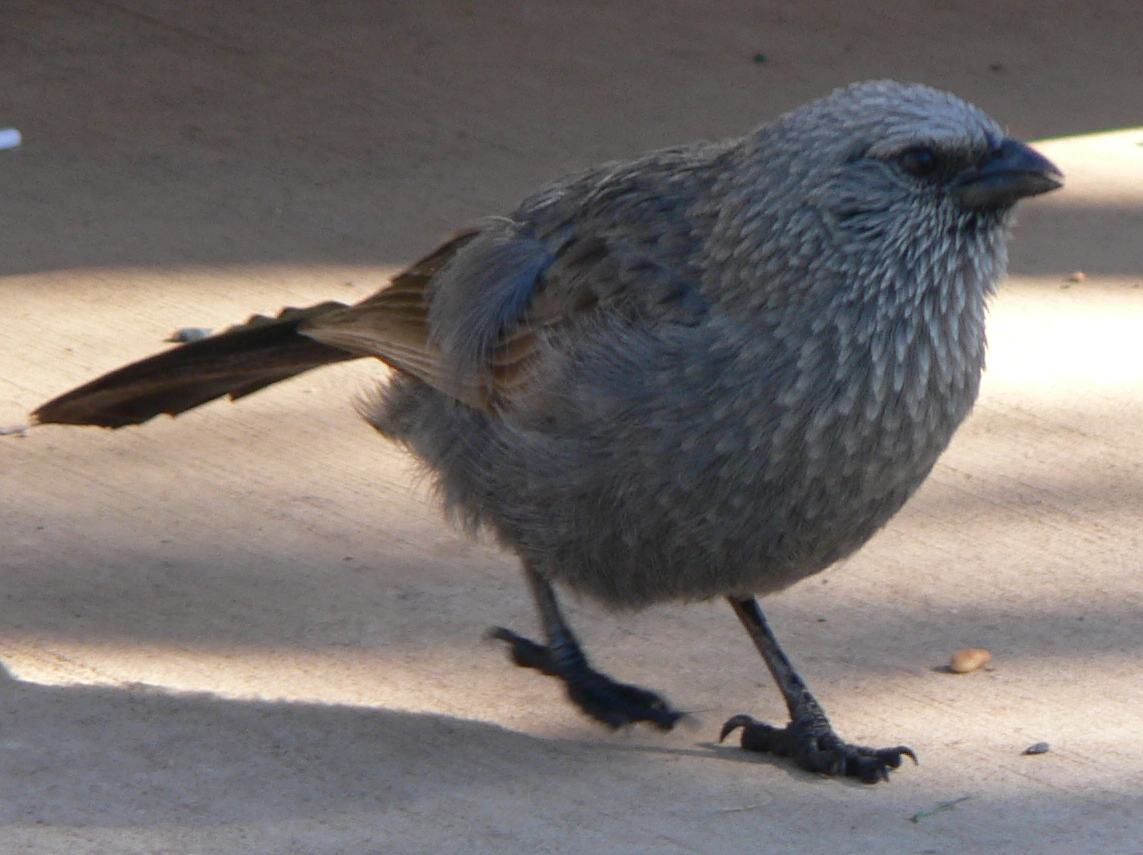
Chim tông đồ
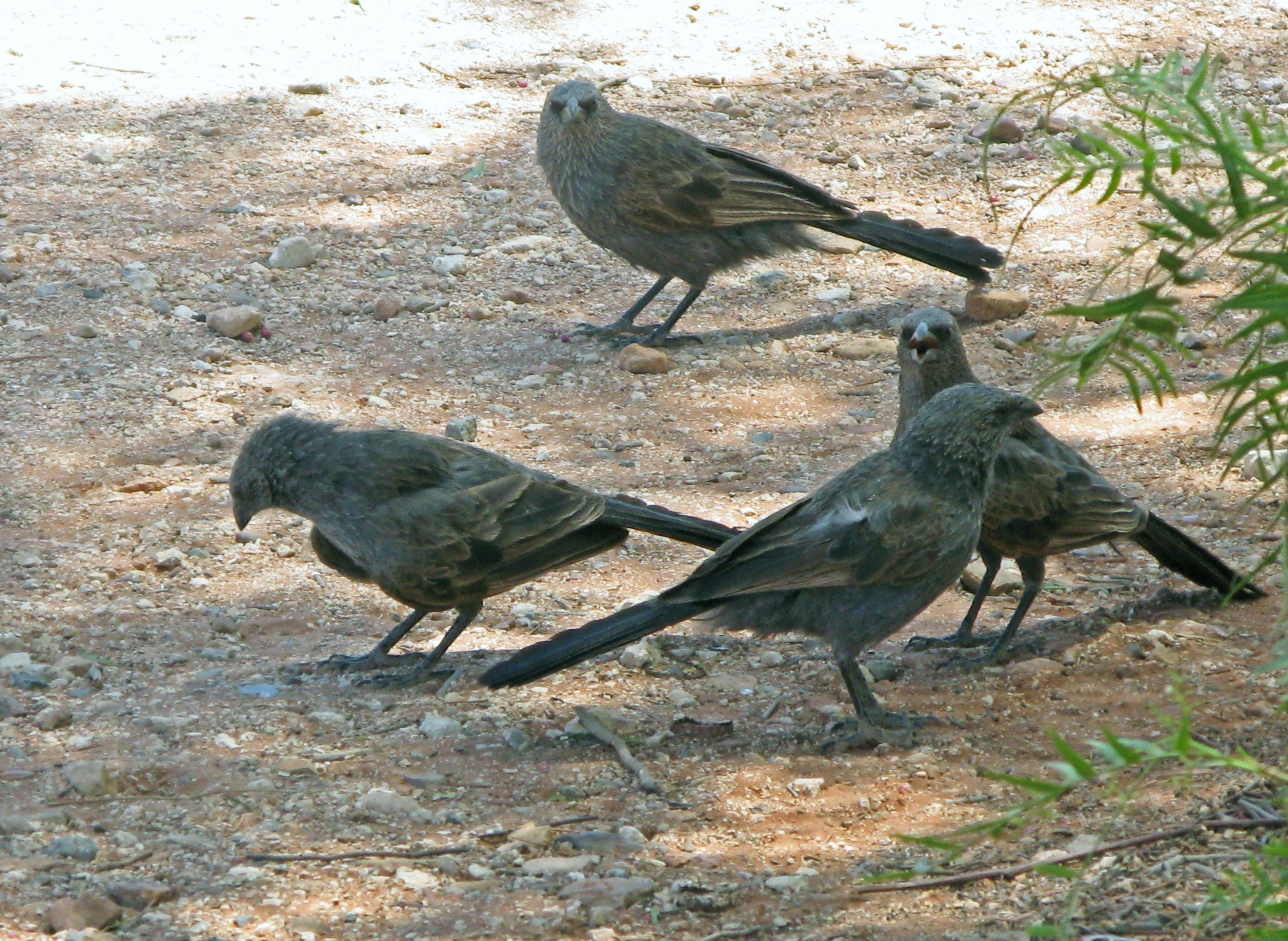
Chim tông đồ
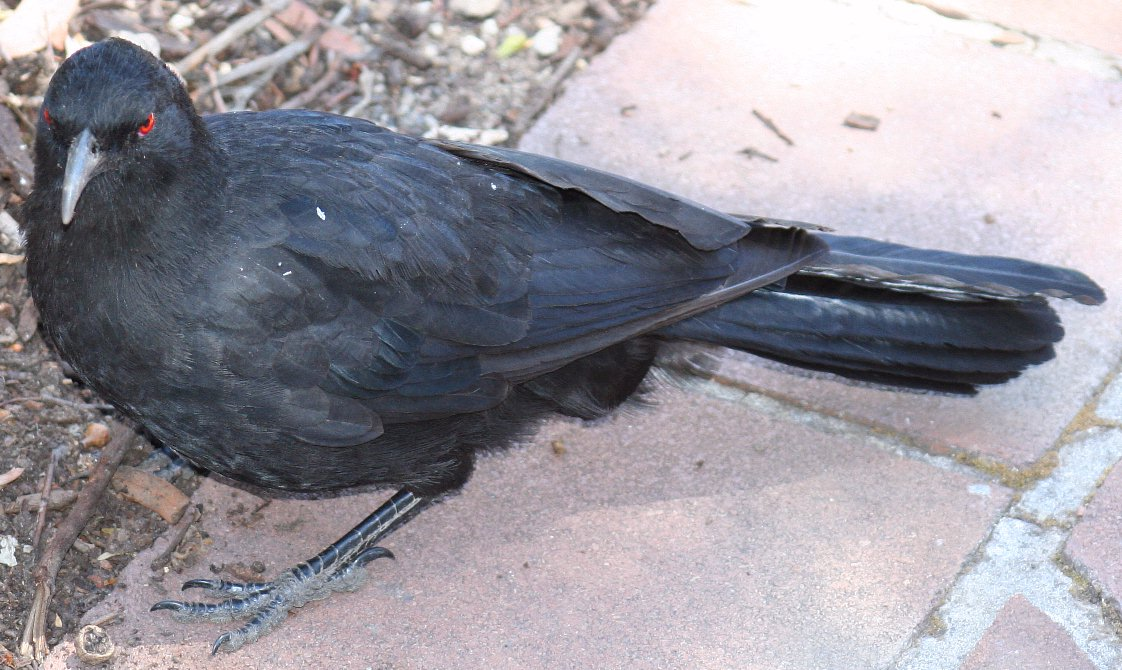
Quạ núi cánh trắng